# Paleopragma petersi
Paleopragma petersi är en skalbaggsart som beskrevs av Edgar von Harold 1878. Paleopragma petersi ingår i släktet Paleopragma och familjen Cetoniidae. Inga underarter finns listade i Catalogue of Life.